# Schlacht von Connor
Die Schlacht bei Connor fand am 10. September 1315 (nach anderen Quellen am 1. oder 9. September) statt und war die erste wichtige Schlacht und der erste wichtige militärische Erfolg der Bruce bei der Eroberung Irlands.

## Hintergrund
Unter der Führung von Edward Bruce erreichten die Schotten im Mai 1315 die irische Küste bei Larne (County Antrim). In Carrickfergus schworen der Legende nach zwölf Edelleute der nördlichen Reiche Edward Bruce als irischem König die Treue. Die Festung von Carrickfergus konnte Bruce jedoch nicht einnehmen. Er zog dann über den Moyry Pass nach Dundalk.
Vor den Toren Dundalks wurde er von gesammelten Truppen unter der Führung des 1st Earl of Kildare John FitzThomas FitzGerald zunächst aufgehalten. Bruce konnte sie jedoch in der Schlacht von Dundalk hinter die Stadtmauern von Dundalk zurücktreiben. Fitzgeralds Schwiegersohn, Edmund Butler, Earl of Carrick, versuchte Richard de Burgh, 2. Earl of Ulster für den Kampf gegen Bruce zu gewinnen, doch de Burgh widersetzte sich, weil er die Verheerung der Landstriche befürchtete. Dennoch zog de Burgh gegen Bruce, der sich in nördlicher Richtung nach Ulster absetzen wollte. Nachdem er die Brücke über den River Bann zerstört und die nahegelegene Stadt Coleraine geplündert hatte, versuchte er Feidhlimid mac Aedh Ó Conchobair (Felim McHugh O’Connor) für sich zu gewinnen, indem er ihm die Königsherrschaft über Connacht nicht streitig machen wollte, wenn er denn von ihm unterstützt würde. Die gleiche Botschaft sendete er an seinen Rivalen. Es kam zur Rebellion in Connacht.
Bruce gelangte über den schottischen Seefahrer (nach anderer Lesart: Pirat) Thomas Dun an mehrere Schiffe und konnte Ende August auf das benachbarte Ufer des River Bann übersetzen. Richard de Burgh floh mit seinen Truppen nach Connor.

## Schlacht
Das genaue Datum der Schlacht ist umstritten. Entweder am 1. September oder am 9. oder am 10. September 1315 gelang es Edward Bruce mit einer Truppengröße von ca. 6.000 Mann, de Burgh in Connor zu stellen. De Burgh sowie seine anglonormannischen und angloirischen Verbündeten waren zahlenmäßig unterlegen. Einige normannische Adlige (unter anderem de Burghs Cousin William Liath de Burgh) konnten gefangen genommen werden. De Burgh konnte nach Connacht fliehen. Andere Adlige flohen nach Carrickfergus Castle, denen Edward Bruce, nachdem er die Lager, die de Burgh in Connor angelegt hatte, plünderte, sofort nachsetzte. Carrickfergus Castle wurde von Bruce sodann belagert.

## Folgen
Richard de Burgh musste sich nach Connacht zurückziehen. Dadurch, dass sich Edmund Butler an den Auseinandersetzungen nicht beteiligte, gelang es Edward Bruce, Ulster für sich zu sichern. Edmund Butler nutzte den Rückzug de Burghs, um ihn weiter zu schwächen. Es kam zu Aufständen im County Meath und in Connacht.